# رضا عبداللهی
رضا عبداللهی (زادهٔ ۱۳۳۴ زنجان) سیاست‌مدار ایرانی است، که هم‌اکنون به عنوان نمایندهٔ حوزهٔ انتخابیهٔ ماه‌نشان، از استان زنجان در مجلس شورای اسلامی فعالیت می‌نماید. وی به همراه محمدرضا باهنر و احمد ناطق نوری با هفت دور نمایندگی، رکوردار بیشترین سال‌های نمایندگی در مجلس شورای اسلامی است. عبداللهی پیش‌تر در ادوار سوم، چهارم، پنجم، ششم، هفتم، هشتم و نهم در مجلس شورای اسلامی حضور داشت.